# Ophiozonella nivea
Ophiozonella nivea is een slangster uit de familie Ophiolepididae.
De wetenschappelijke naam van de soort werd in 1875 gepubliceerd door Theodore Lyman.